# سونورا ويبستر كارفر
سونورا ويبستر كارفر (بالإنجليزية: Sonora Webster Carver)‏ (2 فبراير 1904، وايكروس في الولايات المتحدة - 21 سبتمبر 2003 في الولايات المتحدة)؛ كاتِبة وروائية أمريكية.